# Phyllogryllus
Phyllogryllus is een geslacht van rechtvleugeligen uit de familie krekels (Gryllidae). De wetenschappelijke naam van dit geslacht is voor het eerst geldig gepubliceerd in 1878 door Saussure.

## Soorten
Het geslacht Phyllogryllus omvat de volgende soorten:
- Phyllogryllus axios Otte & Perez-Gelabert, 2009
- Phyllogryllus dasos Otte, 2006
- Phyllogryllus eusemos Otte, 2006
- Phyllogryllus hirsutus Hebard, 1928
- Phyllogryllus phlebodes Otte & Perez-Gelabert, 2009
- Phyllogryllus pipilans Saussure, 1897
- Phyllogryllus velutinus Walker, 1869